# 薇拉
《薇拉》是一部由史蒂芬·金於2006年所著的短篇小說，當時發佈在花花公子雜誌上，後來於2008年收錄在短篇小說集《日落之後》內。

## 故事簡介
大衞與未婚妻薇拉原本打算到舊金山結婚，但火車途中出了意外，令一眾乘客濟留在鄉郊地區。薇拉偷偷走到市鎮上的酒吧消遣，大衞隨後跟上，兩人在酒吧上非常快樂，不過薇拉要求大衞承認一項事實，就是眾人已經死去多時。兩人回到火車站向眾人講解實況，眾人根本一早知道，只是不願承認，更趕兩人離開。兩人離開前，發現眾人靈魂逗留的火車站快要清拆，眾人結果成為了無主孤魂。